# Libusb

La interfaz de programación de Linux está organizada por fuera de la interfaz de llamadas del núcleo Linux, la biblioteca de C de GNU, libcgroup, libdrm, libalsa y libevdev (por freedesktop.org).

En informática, libusb es una biblioteca que proporciona aplicaciones con acceso para controlar transferencia de datos hacia y desde dispositivos USB en sistemas Unix y no-Unix, sin la necesidad de controladores en modo kernel (núcleo).

## Disponibilidad
La biblioteca libusb actualmente está disponible para Linux, BSDs, OS X, Windows, Android, Haiku, y está escrito en C.
Entre otras aplicaciones, la biblioteca es utilizada por SANE, el proyecto de escáner del Linux, en preferencia al módulo escáner del kernel,  el cual está restringido a Linux kernel 2.4.